# UnionWave Entertainment
UnionWave Entertainment és una agència i empresa d'entreteniment amb seu a Suïssa dedicada a promoure artistes i l'ona coreana o Hallyu. Va fer-se famosa el 2020 en presentar la primera formació de K-pop composta per membres internacionals.
El grup, anomenat Prisma, està format per cinc xicones, de les quals sols dos són coreanes. La veu principal, Daniela Lacave, és valenciana.